# Fatiha Agag-Boudjahlat
Pour les articles homonymes, voir Agag (homonymie).
Fatiha Agag-Boudjahlat, également connue comme Fatiha Boudjahlat, née le 29 décembre 1979 à Montbéliard, est une enseignante et essayiste française, cofondatrice avec Céline Pina du mouvement Viv(r)e la République.

## Biographie

### Famille
Fatiha Agag-Boudjahlat a grandi à Montbéliard dans une famille de huit enfants, dont les quatre aînés sont nés en Algérie. Sa mère est agent d'entretien. L'été 1991, alors qu'elle est âgée de 11 ans et est en vacances en Algérie avec ses parents et ses sept frères et sœurs, son père abandonne son épouse et ses enfants pour se marier avec une femme plus jeune, la polygamie étant légale en Algérie. Au total, son père a eu sept femmes. Ayant attrapé une maladie dans un hôpital d'Algérie, celui-ci meurt le 11 novembre 2018 à l'aéroport d'Oran alors qu'il allait prendre son avion pour aller se faire soigner en France.

### Profession
Elle réussit le CAPES d'histoire-géographie et devient professeur d'histoire-géographie en réseau d'éducation prioritaire puis principale adjointe dans un collège de Bourgogne.
Elle contribue régulièrement à la Revue des Deux Mondes et est chroniqueuse à La Dépêche du Midi, dans Ça vous regarde comme « affranchie », ayant la liberté de choix de son sujet, ou encore au Point.

### Le Grand Détournement
Son essai Le Grand Détournement, paru aux éditions du Cerf en 2017, se vend à 10 000 exemplaires et arrive finaliste pour l'obtention du prix du livre politique 2018. Dans son livre, plaidoyer universaliste, elle renvoie dos à dos indigénistes et identitaires. Elle critique des « accommodements » politiques et judiciaire avec les sphères religieuses, qu'elle qualifie de « grand détournement » communautariste et intégriste.
Sur le plateau de François Busnel, au cours de l'émission La Grande Librairie, la philosophe Élisabeth Badinter salue la rigueur intellectuelle de l'ouvrage, son courage, et déclare « avoir reçu le livre dans l'estomac ».

### Distinction
En novembre 2019, elle reçoit une mention au prix national de la laïcité du Comité Laïcité République.

## Politique
À 18 ans, elle s'engage dans le Mouvement des citoyens fondé par Jean-Pierre Chevènement, puis dans le Mouvement républicain et citoyen, dont elle devient la secrétaire nationale, chargée des questions d'éducation.
Cofondatrice avec Céline Pina du mouvement Viv(r)e la République, elle en démissionne en février 2018[source insuffisante].
En 2017, elle se présente aux élections législatives dans la quatrième circonscription de la Haute-Garonne mais ne remporte que 0,35 % des suffrages exprimés et est éliminée au premier tour,.
De nouveau candidate dans cette circonscription lors des élections législatives de 2022, elle est éliminée au premier tour, où elle termine en cinquième position avec 4,78 % des suffrages exprimés.

### Résultats électoraux
Élections législatives
| Année | Parti et coalition | Parti et coalition                         | Circonscription        | 1er tour | 1er tour | 1er tour |
| Année | Parti et coalition | Parti et coalition                         | Circonscription        | Voix     | %        | Rang     |
| ----- | ------------------ | ------------------------------------------ | ---------------------- | -------- | -------- | -------- |
| 2017  |                    | MRC                                        | 4e de la Haute-Garonne | 114      | 0,35     | 13e      |
| 2022  |                    | MRC (Fédération de la gauche républicaine) | 4e de la Haute-Garonne | 1 676    | 4,78     | 5e       |

## Prises de position et controverses
Caroline Fourest affirme que Fatiha Boudjahlat et Christine Le Doaré ont été déprogrammées d'une intervention à Nanterre sur le féminisme universaliste à cause de pressions émanant du conseil scientifique du congrès international des recherches féministes dans la francophonie.[source insuffisante]
Elle a, sur les réseaux sociaux, une vive altercation avec Rokhaya Diallo, à la suite de laquelle celle-ci porte plainte pour incitation à la commission d'un crime, estimant qu'il y a « appel au viol ». L'avocat de Rokhaya Diallo a affirmé que cette plainte avait abouti à un rappel à la loi, mais Fatiha Boudjahlat dément, affirmant qu'elle avait été classée sans suite, et a porté plainte à son tour pour dénonciation calomnieuse.[pertinence contestée]
Dans le contexte de l'assassinat du professeur Samuel Paty par un islamiste, elle apparaît en une du Figaro Magazine avec Zineb El Rhazoui, Sonia Mabrouk, Dana Manouchehri et Najwa El Haïte, désignées comme « combattantes mobilisées contre l’islamisme ».
Le 22 mars 2021, elle fait l’objet d’un portrait dans Mediacite.fr. Elle y récuse notamment l'idée d'un racisme anti-arabe et anti-musulman systémique en France et la notion d'islamophobie, qui, selon elle, est un mot, pas un délit. ».
Le 3 mai 2021, son frère retire sa candidature de la liste RN de Belfort. Après l'avoir soutenu, estimant que « [mon frère] est sincère, il s’expose. Parce qu’il ne supporte plus l’état du pays, la violence », elle explique : « J’ai essayé de dissuader [mon frère] de rejoindre le RN. »[pertinence contestée]

## Publications
- Le Grand Détournement : féminisme, tolérance, racisme, culture, Paris, Éditions du Cerf, 2017, 205 p. (ISBN 978-2-204-12279-5, OCLC 1015382616)
- Combattre le voilement : entrisme islamiste et multiculturalisme, Paris, Éditions du Cerf, 2019, 218 p. (ISBN 978-2-204-12987-9)
- Les Nostalgériades : nostalgie, Algérie, jérémiades, Paris, Éditions du Cerf, 2021, 144 p. (ISBN 978-2-204-14325-7)[30]
- Laïcité, l'avenir ensemble, Paris, Éditions Privat, 2021, 128 p. (ISBN 978-2-708-92857-2)